# International Union of Geological Sciences
Die International Union of Geological Sciences (IUGS) ist eine internationale geologische Gesellschaft.
Die IUGS wurde im März 1961 in Paris gegründet. Mitglied kann jeder Geowissenschaftler über die Mitgliedschaft in einer nationalen geowissenschaftlichen Gesellschaft werden. Sie sponsert und koordiniert den alle vier Jahre stattfindenden International Geological Congress. Um die direkte Zusammenarbeit zwischen Wissenschaftlern verschiedener Nationen zu fördern, gründete die IUGS 1972 das International Geological Correlation Program (IGCP) (seit 2003 International Geoscience Programme). Seit 1972 wurden 572 Einzelprogramme finanziell unterstützt.
Der Verband ist Mitglied des International Council for Science. Die IUGS und die UNESCO initiierten das Internationale Jahr des Planeten Erde 2008.

## IUGS-Stätten des geologischen Erbes
Anlässlich des sechzigsten Jahrestages ihrer Gründung veröffentlichte die IUGS im Oktober 2022 eine erste Liste von 100 Stätten des geologischen Erbes auf der ganzen Welt, die sie für die Entwicklung der Geowissenschaften für bedeutsam hält. Eine Ergänzung mit weiteren 100 Stätten des geologischen Erbes folgte 2024. Weitere sind geplant.

## IUGS-Heritage Stones
Heritage Stones, auch bekannt als Global Heritage Stone Resources (GHSR), sind von der Subcommission on Heritage Stones der IUGS ausgewählte natürliche Steine, die eine besondere historische und kulturelle Bedeutung haben. Diese Steine wurden oft in bedeutenden Bauwerken und Denkmälern verwendet und sind daher von großem Interesse für die Geologie und den Denkmalschutz.